# Rimakoroga floridana
Rimakoroga floridana är en kräftdjursart som beskrevs av Lowry och Helen E. Stoddart 1997. Rimakoroga floridana ingår i släktet Rimakoroga och familjen Lysianassidae. Inga underarter finns listade i Catalogue of Life.